# Château de la Cressonnière
 (octobre 2010).
Si vous disposez d'ouvrages ou d'articles de référence ou si vous connaissez des sites web de qualité traitant du thème abordé ici, merci de compléter l'article en donnant les références utiles à sa vérifiabilité et en les liant à la section « Notes et références ».
Le Château de la Cressonnière est devenue l'actuelle mairie de Muides sur Loire.

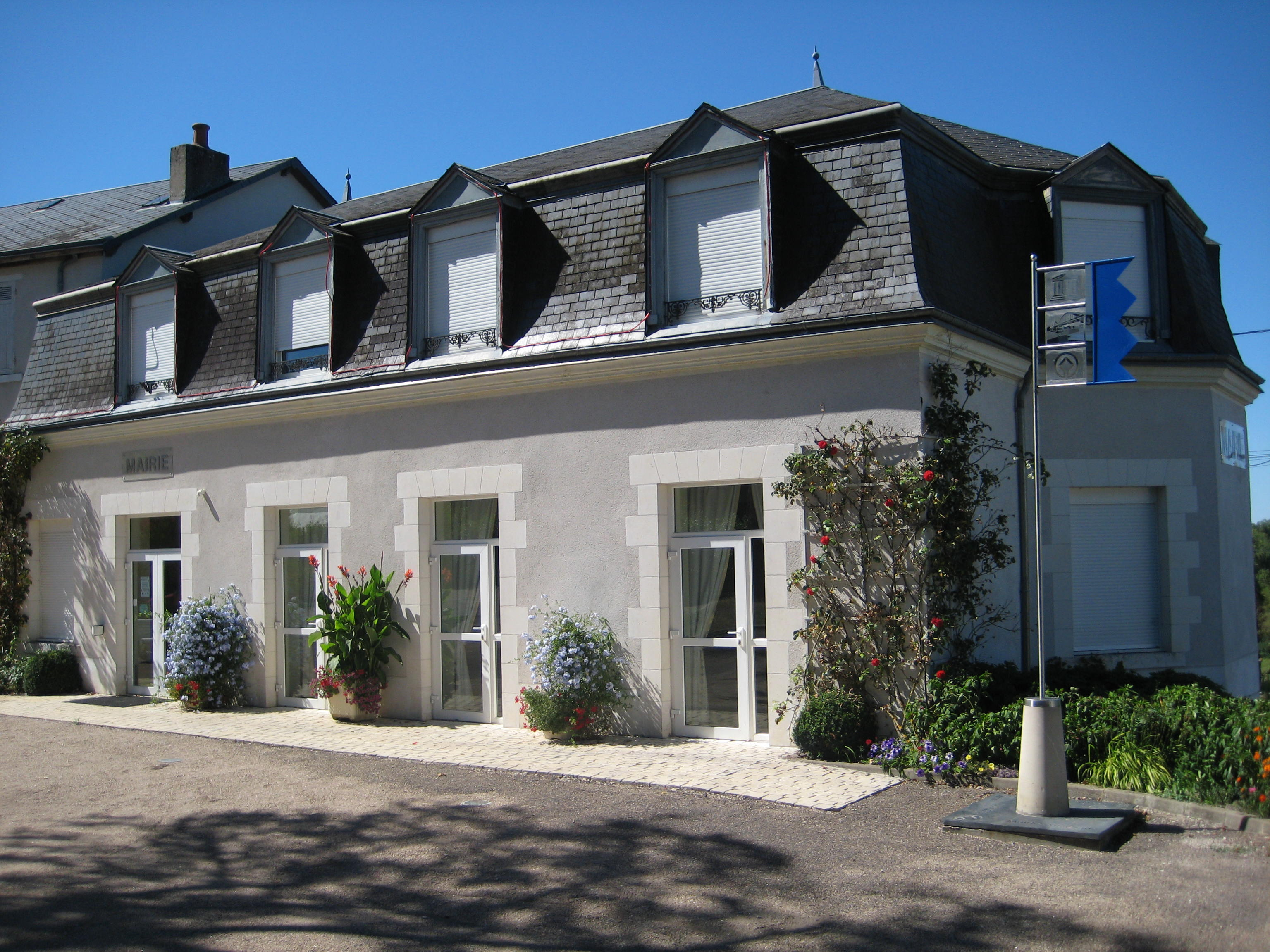
Mairie de Muides sur Loire été 2010.

## Histoire
Autrefois la Closerie de Bel Air. Elle a appartenu à Antoine Edmé Pruneau de Pommegorge, gouverneur de la ville de Saint Dyé.  Le château de la Cressonnière devient une pension de famille au début du XXe siècle. Après la guerre, c’est une colonie de vacances appartenant à Félix Potin puis à la ville de Bagneux qui s’y installe. Après avoir été inhabité pendant plusieurs années, le bâtiment, rénové, devient la mairie actuelle en 2000.

### Sources et liens externes
- Article sur l'histoire de la Cressonnière.